# Schlacht bei Wittstock
Wallerfangen – Dömitz – Haselünne – Wittstock – Rheinfelden – Breisach – Wittenweiher – Vlotho – Ochsenfeld – Chemnitz – Bautzen – Freiberg – Riebelsdorfer Berg – Dorsten – Preßnitz – La Marfée – Wolfenbüttel – Kempener Heide – Schweidnitz – Breitenfeld – Tuttlingen – Freiburg – Philippsburg – Jüterbog –  Jankau – Herbsthausen – Alerheim – Brünn – Korneuburg – Totenhöhe – Hohentübingen –  Triebl – Zusmarshausen – Wevelinghoven – Dachau –  Prag
Die Schlacht bei Wittstock fand im Dreißigjährigen Krieg am Scharfenberg in der Nähe der Stadt Wittstock (Landkreis Ostprignitz-Ruppin, Brandenburg) statt.
Am 4. Oktober 1636 (nach julianischem Kalender 24. September 1636) besiegten 16.000 Schweden unter dem schwedischen Feldmarschall Johan Banér und dem schottischen Feldmarschall Alexander Leslie das vereinte, 22.000 Mann starke kaiserlich-kursächsische Heer unter Melchior Graf von Hatzfeldt und Kurfürst Johann Georg I. von Sachsen.
Schlachtentscheidend war der zwar verspätete, aber doch noch erfolgreiche Einsatz schwedisch-schottischer Einheiten, die die rechte Flanke der verbündeten Sachsen und Kaiserlichen angriffen und den Vorteil ihrer schwerfälligen Schlachtaufstellung für sich nutzen konnten. In der einsetzenden Dunkelheit begannen die Verbündeten nach eingehender Beratung mit einem Rückzug, der jedoch bald in eine ungeordnete Flucht überging und den Verlust von Artillerie und Tross zur Folge hatte.
Im April 2007 wurde am Ort des Schlachtfelds ein nach der Schlacht angelegtes Massengrab mit den Überresten von etwa 125 Soldaten entdeckt. 88 Skelette konnten geborgen und wissenschaftlich untersucht werden. Die Ergebnisse ergaben Einblicke in das Leben und Sterben der gefallenen Soldaten sowie in ihre Lebensumstände und ihren Gesundheitszustand.

## Vorgeschichte
Die Schlacht bei Wittstock ist der vierten und letzten Phase (1635–1648) des Dreißigjährigen Krieges zuzuordnen; sie stellt eine der größeren Schlachten in dieser Kriegsphase dar, die weniger durch Waffengänge als vielmehr durch Verhandlungen und allgemeine Erschöpfung gekennzeichnet war. 1635, im 17. Kriegsjahr, hatte der Kaiser sich mit der großen Mehrheit der evangelischen Reichsstände in Prag zu einem Frieden durchgerungen. Im gleichen Jahr war Frankreich gegen Spanien offiziell in den Krieg eingetreten und bekundete ein vitales Interesse daran, dass Schweden sich weiterhin auf dem deutschen Kriegsschauplatz engagiert. Die Schweden hatten in der zwei Jahre zurückliegenden Schlacht bei Nördlingen erheblich an Prestige verloren. Abgesehen von einigen Truppen im Mittelberg besaßen sie nur noch im Ostseeraum (Preußen und Pommern) nennenswerte Kräfte. Eine gewisse Entlastung brachte der im Herbst 1635 geschlossene schwedisch-polnische Waffenstillstand. So war die nordöstliche Flanke im Ostseeraum gesichert. So konnten sie sich mit der Schlacht von Wittstock eindrucksvoll auf der Bühne des europäischen Kriegstheaters zurückmelden. Im Sommer 1636 nahmen die vereinigten Kaiserlichen und Sachsen nach längerer Belagerung Magdeburg ein, während das schwedische Heer unter Feldmarschall Johan Banér nördlich davon bei Werben stand und sich zu schwach fühlte, die Stadt zu entsetzen.
Als sich die Heere einander näherten, wurden auf beiden Seiten Pläne gemacht, sich durch Heranziehen von Truppen von der Weser oder aus Pommern zu verstärken, ohne dass ein unbedingter Wille vorhanden war, die Entscheidung in einer Schlacht zu suchen. Feldmarschall Banér dachte an einen Einfall in Sachsen, die verbündeten Kaiserlichen und Sachsen wollten ihn zurückhalten und die noch in den Händen der Schweden befindlichen Plätze einen nach dem anderen nehmen. Bei Wittstock in der Prignitz kam es dann doch zur Schlacht, für die Feldmarschall Banér eine Teilung seines Heeres vollzog und eine riskante Umfassung des Feindes plante, um ihn von zwei Seiten angreifen zu können.

## Schlachtverlauf

Erste Phase der Schlacht: Die Kaiserlich-sächsischen Truppen (rot) verharren abwartend in einer überlegenen Position, werden jedoch von den schwedischen Truppen (blau) an den Flanken angegriffen, sodass sich jene neu formieren müssen

Der Oberbefehl der Kaiserlichen lag gemeinschaftlich beim Kurfürsten Johann Georg von Sachsen und dem kaiserlichen Feldmarschall Melchior von Hatzfeldt.
Feldmarschall Banérs Truppen sollen nur etwas über 16.000, höchstens etwas über 17.000 Mann stark gewesen sein, während die Kaiserlichen 22.000 bis 23.000 Mann stark waren und sich in einer günstigen Position befanden. Feldmarschall Banér, der einsah, dass die kaiserliche Front unüberwindlich war, teilte sein Heer und umging beide Flügel zugleich.
Banér kam zunächst mit seinem rechten Flügel unter Lennart Torstensson dem kaiserlichen linken Flügel, der von den Sachsen besetzt war, unvermutet in die Flanke. Die Sachsen hielten sich, bildeten eine neue Front und bald kamen ihnen auch die Kaiserlichen unter ihrem Kommandierenden Feldmarschall Hatzfeldt vom anderen Flügel zu Hilfe. Im Zentrum gerieten die zahlenmäßig unterlegenen Einheiten von Banér und Leslie in immer größere Bedrängnisse, weil sich die dringend auf dem linken Flügel erwarteten Umgehungskolonnen der Schweden unter King und Stahlhanske verspäteten und auch die Reserven unter Vitzthum lange nicht eintrafen. In dieser für die Schweden kritischen Phase wogte die Schlacht drei Stunden lang hin und her. Zentrum und rechter Flügel der Schweden konnten sich nur mit Mühe behaupten, da ihnen die Übermacht der gesamten feindlichen Armee gegenüber stand.

Zweite Phase der Schlacht: Der rechte Flügel der Schweden (blau) erscheint nun im Rücken der in Unordnung geratenen kaiserlich-sächsischen Armee (rot). Diese zieht sich daraufhin fluchtartig in Richtung Wittstock zurück.

Als dann bei Eintritt der Dunkelheit der lang erwartete andere Flügel der Schweden im Rücken der verbündeten Kaiserlichen und Sachsen erschien, wagten diese es nicht mehr, mit ihren inzwischen aus der Schlachtordnung geratenen Truppen den Kampf fortzusetzen. In der Dunkelheit traten sie den Rückzug an, der in totaler Auflösung endete. Teile der siegreichen Schweden setzten den Fliehenden nach und erbeuteten einen Großteil der 150 Geschütze, den Tross mit Waffenvorräten und die sächsische Kriegskasse. In der Schlacht und vor allem nach der Schlacht starben etwa 6.000 Menschen.

## Auswirkungen
Der von Feldmarschall Banér erdachte Schlachtplan war gewagt und erfolgreich, wäre aber beinahe misslungen. Der errungene Sieg konnte sich in seiner Bedeutung zwar nicht mit den Folgen anderer großer Schlachten (Schlacht bei Breitenfeld (1631), Schlacht bei Lützen, Schlacht bei Nördlingen) messen, war aber doch geeignet, das nach vielen Niederlagen erschütterte Selbstvertrauen der Schweden und ihr Ansehen in der protestantischen Bevölkerung wiederherzustellen. Am schwedischen Hof konnte der schwedische Reichskanzler und militärische Oberbefehlshaber Oxenstierna seine Stellung festigen. An Stelle der Königinmutter hatte er die Vormundschaft für die Tochter des gefallenen Königs Gustav Adolf, die damals noch unmündige Prinzessin Christina. Von militärischer Bedeutung war es, dass bereits kurz nach Abschluss des Prager Friedens die militärische Macht der Sachsen durch den Sieg der Schweden sehr geschwächt wurde. Auch die Länder des hilflosen Kurfürsten von Brandenburg wurden schnell wieder von den Schweden besetzt und konnten als Basis für Angriffe gegen Sachsen, Schlesien und Thüringen genutzt werden. So bewirkte die Schlacht bei Wittstock eine erneute Verschiebung der Machtbalance.

## Gedenkjahr „375 Jahre Schlacht von Wittstock“
Am 24. September/4. Oktober 2011 jährte sich die Schlacht zum 375. Mal. Das Archäologische Landesmuseum Brandenburg und das Museum des Dreißigjährigen Krieges in Wittstock erinnerten zusammen mit dem Haus der Brandenburgisch-Preußischen Geschichte in einem Gedenkjahr an dieses Ereignis. Viele Veranstaltungen begleiteten das Jahr und arbeiteten die Geschehnisse thematisch auf. Höhepunkt war die große Sonderausstellung „1636 – ihre letzte Schlacht“ im Archäologischen Landesmuseum Brandenburg im Paulikloster in Brandenburg an der Havel, die ab April 2012 das Gedenkjahr beschloss.